# Graf Zeppelin (1938)
«Граф Цеппелин» (нем. Graf Zeppelin) — немецкий авианосец, единственный авианосец нацистской Германии. Спущен на воду в 1938 году. Корабль был назван в честь немецкого конструктора дирижаблей графа Цеппелина.

## История

### Постройка и использование

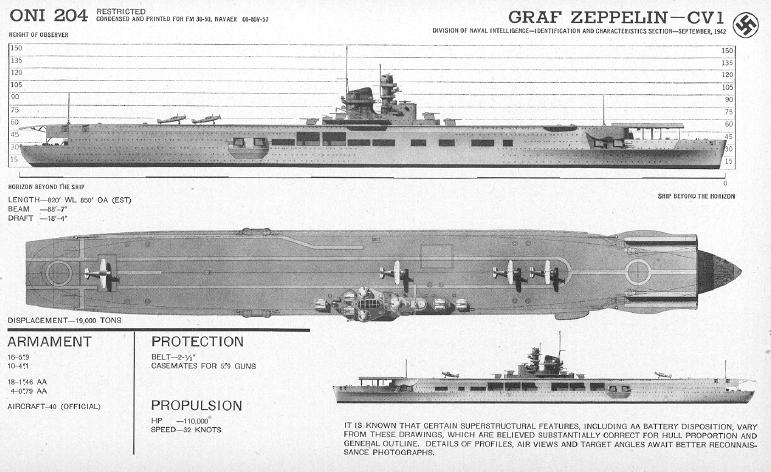

К началу войны в 1939 году корабль достиг 85 % готовности. В конце апреля 1940 года работы по достройке были прекращены по предложению Главнокомандующего ВМФ. К этому времени была не полностью установлена артиллерия и электротехническое оборудование, а также отсутствовало лётно-техническое оборудование. Корабль был отведён в Штеттин. В 1942 году по распоряжению Гитлера работы возобновились. На нём были завершены корпусные работы и монтаж машин, но в связи с неопределённостью сроков разработки и производства лётно-технического оборудования работы были прекращены по личному приказу Гитлера 30 января 1943 года. Авианосец должен был получить модифицированные самолёты Messerschmitt Bf.109 и Junkers Ju 87. Также специально для авианосца был создан самолёт Fieseler Fi 167 с низкой скоростью захода на посадку. Всего было создано 12 Fi-167, несколько Ju-87C и около 60 Bf-109T (построены на базе Bf-109E-3).

### Затопление экипажем
При наступлении советских войск 24 апреля 1945 года по приказу старшего морского начальника Штеттина В. Калера (нем. W. Kahler) специальная команда в 18:00 взорвала установленные на корабле заряды. В результате оказались непригодными к восстановлению главные турбины, электрогенераторы и самолётоподъёмники, а корпус «Граф Цеппелина» дал течь, и корабль лёг на грунт.

### Повторное использование, уничтожение
Летом 1945 года корабль был поднят силами Аварийно-спасательной службы Балтийского флота СССР. Так как корабль находился в притопленном состоянии (уровень воды в трюме был ниже забортного), то подъём осуществлялся путём восстановления герметичности корпуса и откачкой воды помпами. 19 августа 1945 года немецкий авианосец зачислили в состав ВМФ СССР — в качестве боевого трофея, под названием «Цеппелин». После этого корабль совершил ещё, как минимум, один переход — в Гданьск.
В 1947 году, согласно договоренности между государствами-членами антигитлеровской коалиции о распределении флотов Германии, Японии и Италии, авианосец подлежал уничтожению. Он был использован в качестве мишени и затонул на глубине 250 метров недалеко от польского побережья.
В начале лета 2006 года польским исследователям, с большой долей вероятности, удалось обнаружить остатки авианосца на дне Балтийского моря.